# MissingNo.
MissingNo. (яп. けつばん Кэцубан, рус. Отсутствующий номер или МиссингНо, также известен как MissingNO) — покемон-ошибка, присутствующий в играх Pokémon Red и Blue и Pokémon Yellow. MissingNo. появляется, когда игра пытается получить доступ к данным о несуществующем виде покемонов. Игроки могут встретить MissingNo. с помощью бага, срабатывающего после того, как произойдут три необходимых внутриигровых события. Впервые Nintendo официально сообщила о MissingNo в выпуске Nintendo Power за май 1999 года.
Встреча с MissingNo. вызывает графические ошибки в игре, а также приводит к дублированию шестого предмета, находящегося в инвентаре у игрока во время столкновения. Из-за этого эффекта баг получил освещение в различных руководствах по игре и журналах. Фанаты серии игр пытались внедрить покемона в канон вымышленной вселенной, а социологи изучали его влияние на игроков.

## Описание

Скриншот из Pokémon Red, где тренера (снизу) атакует MissingNo. (сверху)

Серия игр Pokémon была разработана студией Game Freak, а первые две игры были выпущены компанией Nintendo в 1996 году. Игровым персонажем выступает тренер покемонов, чья цель — ловить и тренировать этих существ. Игроки используют покемонов, чтобы сражаться с покемонами других тренеров или с дикими покемонами.
Впервые Nintendo поделилась с публикой информацией о строгой последовательности выполнения игровых действий, позволяющих MissingNo. появиться в игре, в выпуске Nintendo Power за май 1999 года, в то же время предупредив игроков, что «любой контакт с ним […] может запросто стереть ваши сохранения игры и/или испортить графику». Сам баг появляется в результате трёх последовательно совершённых событий: сначала игрок должен просмотреть внутриигровое обучение о поимке покемонов, затем использовать покемона со способностью к полёту (HM02 «Fly»), чтобы добраться до локации «Остров Синнабар». Там нужно использовать покемона со способностью к перемещению по воде (HM03 «Surf») и плавать вниз-вверх по воде рядом с восточным берегом острова до тех пор, пока MissingNo. не появится.

## Характеристики
Встреча с MissingNo. является результатом трёх последовательных внутриигровых событий. Первое происходит в системе игровых случайных встреч: каждая зона содержит в буфере игры номера покемонов, которых персонаж может в этой зоне встретить. Однако разработчики не указали в буфере номера покемонов для восточного берега Синнабара, и поэтому игра самостоятельно брала недостающие значения из предыдущей зоны, которую посетил игрок. Вторым событием стало обучение основам игры, которое на время сохраняет в буфер имя игрока. Это приводит к тому, что имя, записанное в буфер в шестнадцатиричной системе счисления, автоматически конвертируется в номера покемонов, которых можно встретить в указанной зоне восточного берега Синнабара. Например, если игрок назовёт своего персонажа ASH в честь Эша Кетчума, главного героя аниме «Покемон», в буфер игры будет записано значение 8C. Третьим таким событием стала игровая система обработки исключений; если игра получает из буфера значение, не соответствующее ни одному из представленных в игре покемонов, срабатывает специальная функция, которая и вызывает появление покемона, известного как MissingNo. (сокращение от «Missing Number»; рус. Отсутствующий номер).
Как в случае с любым покемоном, игрок может убежать из боя либо сразиться с MissingNo. и даже поймать его. После встречи с MissingNo. количество предметов, расположенных на шестом пункте в рюкзаке игрока, увеличивается на 128, а при посещении Зала Славы, который становится доступным после прохождения игры и содержит в себе данные о покемонах игрока, на некоторое время возникают графические артефакты. Могут попадаться и временные артефакты во время боя с самим MissingNo., при которых искажаются спрайты тренера и его покемонов, однако их можно удалить, открыв страницу статистики для другого покемона или просто перезагрузив консоль. Пойманный MissingNo. сохраняет все функции обычного покемона, а в Покедексе игры будет значиться под номером #000. Кроме номера, а также роста, веса и неизвестного вида никакой информации об этом покемоне в Покедексе нет. Все покемоны MissingNo. имеют свои способности, типы, характеристики и голоса, как и обычные покемоны. На спрайте покемона обычно изображена фигура, похожая на пикселизованную букву «d», но некоторые значения покемонов из буфера вызывают появление одного из четырёх других спрайтов, не задействованных в игре.

Примеры багов в Зале Славы

MissingNo. можно передать из Red и Blue в Yellow, но практически невозможно перенести с помощью Капсулы времени в Gold, Silver и Crystal. В Yellow с появлением MissingNo. начинаются ещё бо́льшие баги: сразу после переноса уровень этого покемона падает до первого, и не растёт, когда покемон получает опыт. Тем не менее, этого покемона можно использовать в многопользовательской игре между двумя консолями через специальный кабель. Если попробовать перенести MissingNo. в Gold, Silver или Crystal, игра выдаст сообщение «Your (имя MissingNo.) appears abnormal.» и перенос будет отменён. В редких случаях, если номер этого покемона совпадёт с номером какого-нибудь покемона из представленных во втором поколении, покемон будет перенесён в другую игру. Например, вышеназванный номер 8C конвертируется в новой игре в номер EC и распознаётся как покемон Тайрог. После этого покемона ещё можно вернуть в старую игру, если игрок не покинул Капсулу времени. Если же использование Капсулы завершено, покемон прекратит своё существование в образе MissingNo. и будет значиться как тот покемон, номер которого совпал с номером первого, хотя и сохранит свои старые атаки. При переносе MissingNo. в Pokémon Stadium он будет иметь вид куклы, которая появляется при выполнении покемонами атаки Подмена (Substitute). В Pokémon Stadium 2 он будет отображаться как покемон Дитто, а если сохранить игру, то он останется в образе Дитто навсегда. Попытка поймать MissingNo. с помощью функции Game Boy Tower в Pokémon Stadium может привести к тому, что картридж с игрой для портативной консоли не сможет работать со Stadium.

## Реакция и значимость
Впервые появившись всего в двух играх серии, MissingNo. оказал на индустрию значительное влияние. Называя его «причудой программирования», Nintendo предостерегала от встречи с ним, предупреждая игроков, что им в итоге может понадобиться начать игру заново, чтобы избавиться от возможных графических багов:

MissingNO является причудой программирования, а не настоящей частью игры. Если его поймать, игра может начать странно себя вести, а графика будет часто портиться. Чаще всего покемон MissingNO появляется после выполнения обманного хода во время боя в Зоне Сафари.
Чтобы восстановить нарушенную графику, попробуйте отпустить покемона MissingNO. Если проблема сохраняется, то единственное решение — начать игру заново, то есть стереть имеющееся сохранение и начать игру с самого начала.
Оригинальный текст (англ.)MissingNO is a programming quirk, and not a real part of the game. When you get this, your game can perform strangely, and the graphics will often become scrambled. The MissingNO Pokémon is most often found after you perform the Fight Safari Zone Pokémon trick.

To fix the scrambled graphics, try releasing the MissingNo Pokémon. If the problem persists, the only solution is to re-start your game. This means erasing your current game and starting a brand new one.
— Служба клиентской поддержки Nintendo
Однако Nintendo называет неправильный метод устранения графических багов, так как выпуск MissingNo. в игре на волю проблемы не решал. И всё же, несмотря на предостережения Nintendo, информация о том, как заполучить MissingNo. была напечатана в нескольких журналах и руководствах по прохождению игры. Некоторые игроки даже давали платные советы по поимке MissingNo.; стоимость таких «консультаций» доходила до 200 долларов США. В 2009 году сайт IGN включил MissingNo. в список лучших игровых пасхальных яиц, отмечая явную пользу этого покемона для получения редких игровых предметов. В соответствующей статье журналист IGN писал: «это кое-что говорит о поклонниках покемонов, раз они идут на риск потерять игру ради того, чтобы быстрее развить своих покемонов», а позже назвал MissingNo. «незабываемым багом, который помог этим двум играм на их пути к славе».

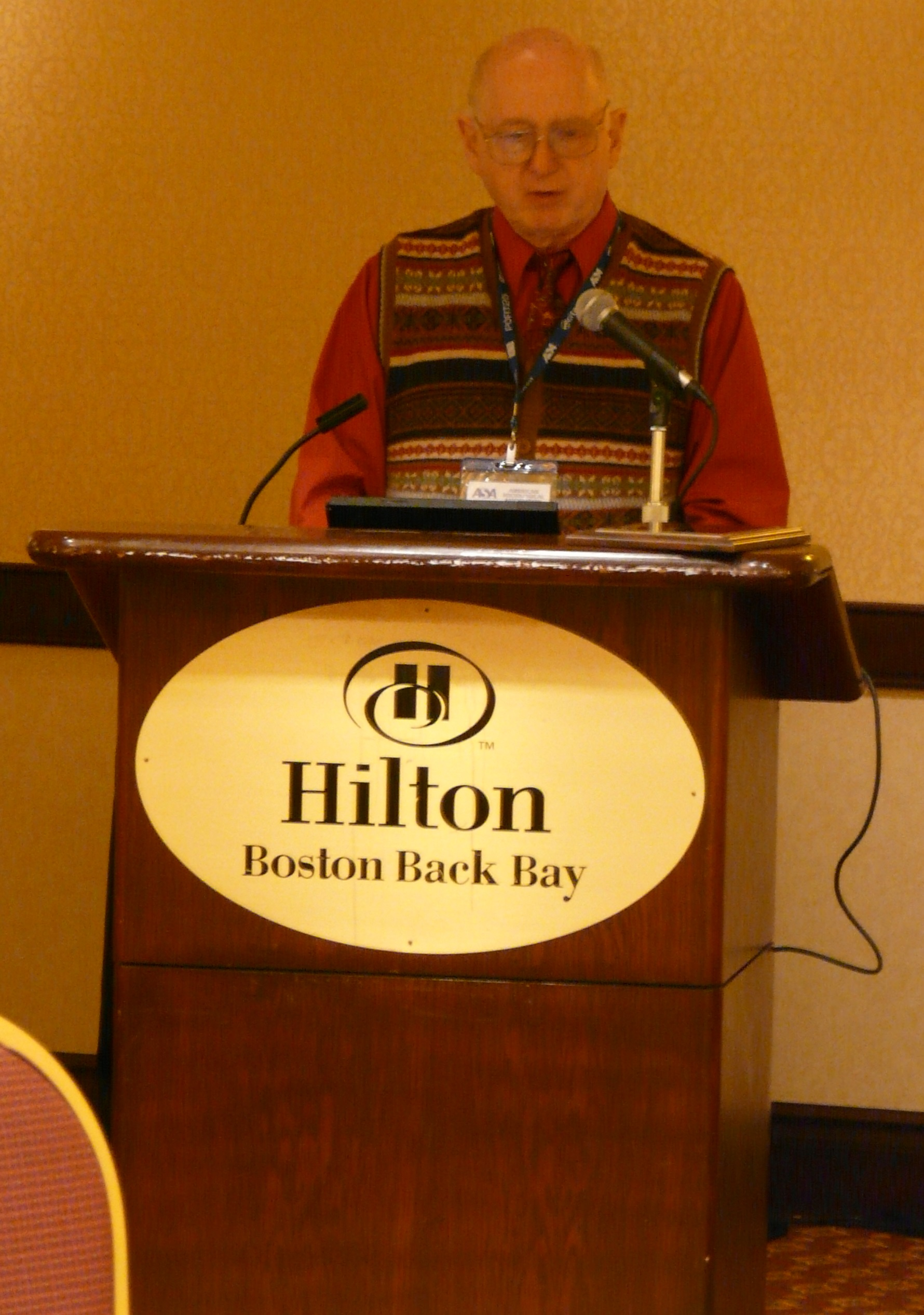
Уильям Симс Бейнбридж, американский социолог, изучавший реакцию на MissingNo.

Реакция игроков на MissingNo. стала объектом социологических исследований. Американский социолог Уильям Симс Бейнбридж утверждал, что компания Game Freak создала «один из самых известных багов в истории игр» и отметил его творческое использование игроками. В книге Pikachu’s Global Adventure: The Rise and Fall of Pokémon профессор педагогики Джулиан Сефтон-Грин приводил пример реакции собственного сына на утверждение о том, что использование MissingNo. — своего рода развенчание обмана; после этого отношение ребёнка к игре кардинально изменилось: в результате рухнула детская иллюзия игры как настоящего замкнутого мира, а на смену ей пришло понимание того, что это всего лишь компьютерная программа. Книга Playing with Videogames содержит углублённое изучение MissingNo., которое в деталях описывает любопытство игроков, проявленное при встрече с этим покемоном. Исследование описывает тенденцию игроков сверять детали его появления и давать оценку и критику находкам друг друга. В книге говорится, что в попытках «канонизировать» MissingNo. через фан-арт и фанфики сообщества любителей покемонов выявляли недостатки игры и пытались запечатлеть их в лучшем свете. Автор описывает эти обстоятельства как уникальные для MissingNo. и считает его популярность необычным случаем.